# Mimmo Rotella
Mimmo Rotella, pintor italiano nacido en Catanzaro, Calabria, el 7 de octubre de 1918 y fallecido el 8 de enero de 2006 en Milán. Considerado el "Andy Warhol italiano", estudió en la Academia de Bellas Artes de Nápoles. En 1945, nada más concluir la guerra, marcha a Roma, entrando en contacto con las vanguardias de su época. Inventa en 1949 un método de expresión novedoso: una especie de "poesía fonética" que denominó epistáltica y que consistía en mezclar palabras con sonidos, pitidos y onomatopeyas.
Más tarde emigra a París, participando en el Salón de los Nuevos Realistas. Viaja luego a Estados Unidos, a la Universidad de Kansas City, donde continúa sus poemas fonéticos. En Norteamérica conoce a artistas como Claes Oldenburg, Robert Rauschenberg, Jackson Pollock, Cy Twombly o Yves Klein. Regresa a Roma en 1953, volcándose en las posibilidades expresivas de los carteles publicitarios y se hace amigo del polifacético Luigi Centra. Empieza a utilizar trozos de carteles rotos con los que compone una nueva realidad, que denominó décollage (en oposición al collage de origen cubista). Sus primeros decollages se exponen en la capital italiana en 1955. Conocido por la crítica como el rompecarteles, adquiere notoriedad mundial. Sería la respuesta de Europa al Neodadá y al Pop Art norteamericanos. Sus obras se contemplaron en museos como el Guggenheim de Nueva York o el parisino Centro Pompidou.